# Copa Italia
Die Copa Italia war ein einmalig ausgetragener nationaler Pokalwettbewerb für Fußball-Vereinsmannschaften in Paraguay. Der Siegerpokal wurde vom damaligen italienischen Botschafter gestiftet.
Club Libertad wurde der einzige Pokalsieger durch einen Doppelpack des Stürmers Segundo Ibarra.

## Das Endspiel im Überblick
| Saison | Sieger        | Ergebnis | Finalist            |
| ------ | ------------- | -------- | ------------------- |
| 1920   | Club Libertad | 2:0      | Club Sol de América |